# هنری جاستین آلن
هنری جاستین آلن (به انگلیسی: Henry Justin Allen) سناتور سابق عضو حزب جمهوری‌خواه ایالات متحده آمریکا بود. وی در سال ۱۹۲۹ تا ۱۹۳۰ میلادی سناتور ایالت کانزاس در سنای ایالات متحده آمریکا بود.